# Wyspa Mackinac
Wyspa Mackinac (ang. Mackinac Island) – popularne latem miejsce odwiedzin leżące w cieśninie Mackinac łączącej dwa Wielkie Jeziora amerykańskie Michigan i Huron. W 2010 roku zamieszkiwały ją 492 osoby. Wyspa ma 9,84 km² powierzchni. Indianie Czipewejowie nazywali wyspę Michilimackinac (pol. „Wielki Duch” lub „Wielki żółw”).
Miasteczko Mackinac leży na południowym krańcu wyspy. Połączenie z lądem zapewniają promy pasażerskie (na wyspie zabronione jest używanie samochodów czy motocykli) z miejscowości St. Ignace i Mackinaw City. W lipcu każdego roku wyspa jest metą największych na świecie regat jeziorowych Regaty Chicago – Mackinac.
W roku 1671 o. Jacques Marquette założył misję katolicką w pobliskim St. Ignace, a wkrótce Francuzi zbudowali forty po obu stronach cieśniny. W 1681 roku tereny te zostały opanowane przez Anglików, którzy wznieśli na wyspie fort. W roku 1791 wyspę zajęły wojska amerykańskie, ale Anglicy odebrali ją w 1812 roku. Ostatecznie, w 1815 roku wyspa znalazła się w ręku armii USA, a głównym cywilnym jej użytkownikiem została firma futrzarska John Jacob Astor's American Fur Company, zarządzana na miejscu przez Roberta Stuarta. W roku 1894 wojsko ostatecznie wycofało się z wyspy, którą władze federalne przekazały stanowi Michigan, a ten większość obszaru przeistoczył w Park stanowy Wyspy Mackinac.